# Poblat ibèric del Turó de Sant Miquel
El poblat ibèric del Turó de Sant Miquel es troba al Parc de la Serralada Litoral, concretament a Montornès del Vallès (el Vallès Oriental), declarat bé cultural d'interès nacional.
Dalt del Turó de Sant Miquel, sota el Castell de Montornès (Vallromanes), hi havia hagut un assentament ibèric dels segles segle iii aC i ii, del qual va desaparèixer una bona part en construir-se el castell. No obstant això, en cotes inferiors i escampats pel mig del bosc resten vestigis d'estances, murs i fonaments. La resta més evident és un fragment de muralla, on es considera que hi havia una porta d'entrada. Aquest mur és al final de l'esplanada on s'acaba la pista que puja des del coll de Corbera (el corriol que puja des d'aquest coll cap al castell li passa just per damunt). Si entrem dins del bosc, hi trobarem altres rastres de parets i cantonades.
Les excavacions fetes els anys 1963 i 1964 van descobrir abundants restes de material domèstic i d'eines agrícoles que han permès datar l'ocupació del poblat entre els anys 250 i 100 aC. Restes importants d'incendi fan suposar que va ser atacat i destruït, i va quedar abandonat. No s'ha establert l'extensió del poblat a causa de l'espessa vegetació, però hom pensa que era important i que encara queda molt per descobrir. Segons alguns autors, d'aquest poblat estant s'assolia la màxima visibilitat pel que fa a terres interiors: ultra controlar gairebé tota la vall del Vallès al nord-est del Besòs i bona part de les muntanyes que ocupaven els poblats interiors (les Maleses, el turó de Penjabocs, el turó de Can Gallemí i Castellruf), àrees ja cobertes dels altres poblats, els habitants del Turó de Sant Miquel eren els únics que tenien visibilitat sobre les planes i muntanyes que s'estenien al seu oest i que abracen els actuals termes de Vilanova del Vallès, Vallromanes, la part superior de Vilassar de Dalt i, fins i tot, una part de Teià. De dalt del turó de Sant Miquel es mantenien relacions d'intervisibilitat amb tots els poblats de la línia interior fins a arribar a les Maleses. Així doncs, hom pot pensar que la funció defensiva d'aquest enclavament consistia a controlar les terres de l'oest i advertir la resta de poblats dels eventuals perills que en provinguessin.

## Accés
Està situat a Montornès del Vallès: partint de la BP-5002 en direcció al Golf Vallromanes i seguint les indicacions a Can Corbera fins a arribar al coll del mateix nom (al peu del turó del castell). Allà prenem la pista que surt en direcció sud (barrada per una cadena) o el corriol que s'enfila directe cap al turó. Coordenades: x=439426 y=4597717 z=404.